# Precinct de Vienna no 3
Le precinct de Vienna no 3 est un precinct électoral du comté de Johnson dans l'Illinois, aux États-Unis. En 2010, ce precinct comptait une population de 707 habitants.

## Source de la traduction
- (es) Cet article est partiellement ou en totalité issu de l’article de Wikipédia en espagnol intitulé « Distrito electoral de Vienna n.º 3 » (voir la liste des auteurs).